# Киданов
Киданов (укр. Киданів) — село в Бучачской городской общине Чортковского района Тернопольской области Украини.
До 2020 года входило в Бучачский район.
Код КОАТУУ — 6121282901. Население по переписи 2001 года составляло 311 человек.

## Географическое положение
Село Киданов находится на правом берегу реки Стрыпа,
выше по течению на расстоянии в 0,5 км расположено село Сапова,
ниже по течению на расстоянии в 1,5 км расположено село Бобулинцы.
Через село проходит автомобильная дорога Т-2006.

## История
- 1392 год — первое упоминание о селе.
- 1940 год — село укр. Кійданів переименовано в укр. Киданів.

## Объекты социальной сферы
- Школа I—II ст.
- Клуб.
- Фельдшерско-акушерский пункт.

## Достопримечательности
- Братская могила советских воинов.